# Dea Matrona
 (janvier 2017).
Améliorez-le ou discutez des points à vérifier. 
Pour le groupe de rock irlandais, voir Dea Matrona.
Dans la mythologie celtique, Dea Matrona était en Gaule la déesse de la rivière Marne. Elle pourrait avoir été une Matrone spécifique.

## Voir aussi

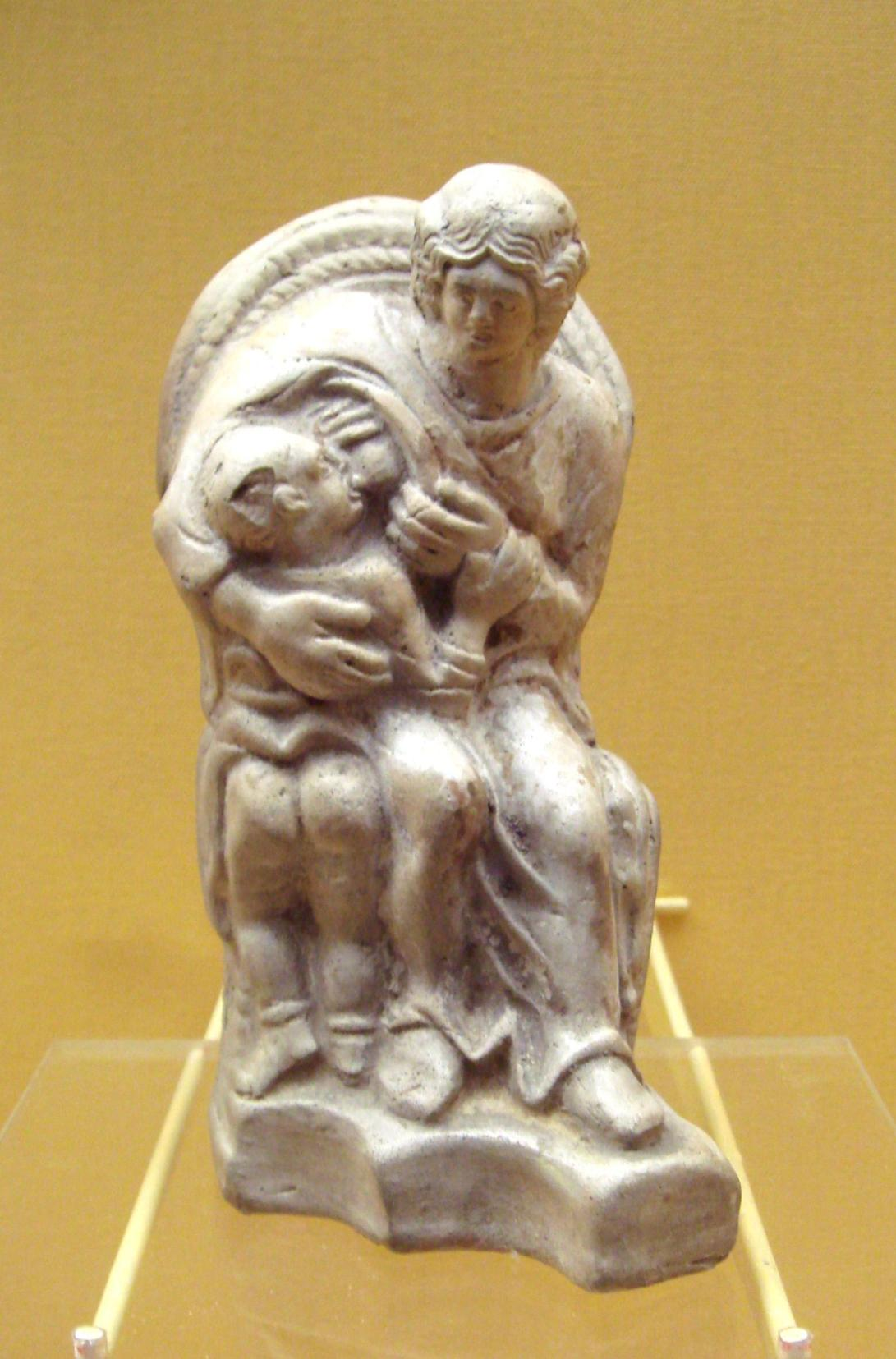
statuette de la déesse Matrona